# Andrei Jurjewitsch Badalow
Andrei Jurjewitsch Badalow (russisch Андрей Юрьевич Бадалов; * 17. September 1962 in Krasnodar; † 4. Juli 2025 in Moskau) war ein russischer Ingenieur, Staats- und Unternehmensmanager. Er war Vizepräsident des öffentlich-rechtlichen Unternehmens Transneft und galt als einer der führenden Experten für digitale Technologien im öffentlichen Sektor sowie im Energie- und Transportwesen Russlands.

## Biografie
Badalow absolvierte die Moskauer experimentelle Schule Nr. 710 der Akademie der Wissenschaften der UdSSR. 1984 schloss er sein Studium am Moskauer Institut für Ingenieurphysik (MEPhI) mit Auszeichnung ab und erwarb den Abschluss als Ingenieur-Mathematiker.
Nach seinem Abschluss arbeitete er in Unternehmen des Verteidigungssektors. Von 1994 bis 1999 war er stellvertretender Generaldirektor der Assoziation der Nutzer und Entwickler von CD-ROM-Produkten. Anschließend war er von 1999 bis 2001 Berater des Informationszentrums des Wissenschaftsparks der Moskauer Staatlichen Universität.
2008 absolvierte er Fortbildungskurse an der Militärakademie des Generalstabs der Streitkräfte der Russischen Föderation.
Von 2013 bis 2019 leitete er das Forschungsinstitut "Woschod", das für die Entwicklung staatlicher automatisierter Systeme wie GAS "Wahlen" und "Justiz" verantwortlich ist.
Ab 2019 war er Vizepräsident von Transneft, wo er für digitale Transformation, Entwicklung und Implementierung von IT-Lösungen sowie Informationssicherheit zuständig war.

## Auszeichnungen
Badalow wurde mehrfach mit behördlichen Auszeichnungen geehrt, darunter die Fachauszeichnung "Silberner Dolch" im Bereich Informationssicherheit, eine Ehrenurkunde des Energieministeriums der Russischen Föderation für die Gewährleistung der stabilen Energieversorgung der olympischen Sportstätten in Sotschi 2014 sowie das Abzeichen "Für zuverlässigen Betrieb der olympischen Energieanlagen".

## Familie
Er war verheiratet und hatte zwei Töchter.

## Hobbys
Badalow interessierte sich für Tourismus und Reisen.

## Tod
Am 4. Juli 2025 verstarb Andrei Badalow im Alter von 62 Jahren infolge eines Sturzes aus seiner Wohnung an der Rubljowskoje Chaussee in Moskau. Die vorläufige Todesursache wurde als Suizid angegeben.
Transneft bestätigte später seinen Tod und veröffentlichte eine Erklärung: "Wir trauern um den unersetzlichen Verlust, der unser Team getroffen hat. Im Höhepunkt seiner Schaffenskraft und kreativen Arbeit endete das Leben eines bemerkenswerten Menschen, eines einzigartigen Fachmanns, eines zuverlässigen Kollegen und Freundes."